# Salm-Reifferscheidt-Raitz

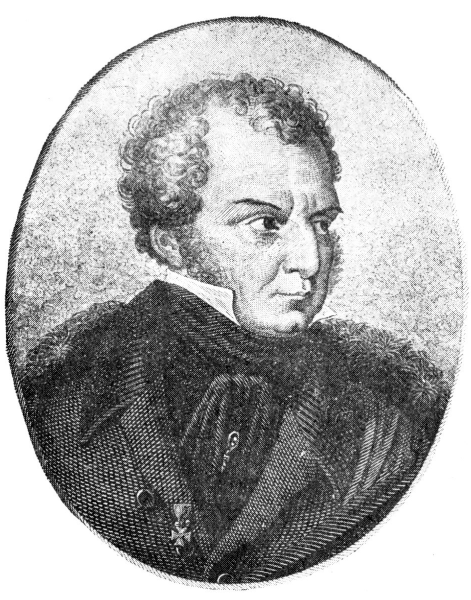
Hugo František Salm-Reifferscheidt, nejvýznamnější člen rodu

Salm-Reifferscheidt-Raitz je moravská linie šlechtického rodu Salm-Reifferscheidtů, pocházejícího z oblasti dnešního Beneluxu a vlastnícího rozsáhlé statky v Porýní. Zakladatelem byl starohrabě Antonín Karel Salm-Reifferscheidt (6. února 1720 – 5. dubna 1769), který se 1. září 1743 oženil s hraběnkou Raffaelou z Rogendorfu (15. května 1726 – 4. září 1807) a 23. března 1763 koupil od jejích bratrů rájecké panství (Raitz), čímž položil základy rodového dominia na jihu Moravy. To se po přikoupení sousedního blanenského panství v roce 1766 rozrostlo na cca 13 500 ha a stalo se jedním z nejrozsáhlejších na Moravě. Záhy po koupi Rájce nad Svitavou nechal vybudovat na vyvýšenině nad obcí nové reprezentační sídlo, po němž se začal psát „Salm-Reifferscheidt-Raitz“. Rod, povýšený později do knížecího stavu, patřil k nejvýznamnějším moravským pozemkovým vlastníkům až do roku 1945.

## Představitelé rodu

### Představitelé rodu do začátku 19. století

(Salm)

(Reifferscheid)

Starohrabě Antonín Karel Salm-Reifferscheidt-Raitz byl nejmladším synem starohraběte Františka Viléma Salm-Reifferscheidta (1672–1734), dědičného maršálka kolínského kurfiřtství a hejtmana jízdní tělesné císařské gardy, a jeho druhé manželky Marie Karolíny z Lichtenštejna  (1694–1735). Kromě výše zmíněných moravských panství vlastnil Antonín Karel Salm ještě staré rodové dominium Niedersalm v Ardenách, o které jeho potomci přišli po konfiskaci Napoleonem Bonaparte. Byl jmenován vychovatelem císaře Josefa II., posléze byl řadu let tajným radou a nejvyšším komořím Marie Terezie. Po roce 1759 působil krátce jako hofmistr arcivévodkyně Isabely Parmské, manželky císaře Josefa II., jejichž sňatek zprostředkoval. V 60. letech 18. století se vrátil do služeb Marie Terezie a Josefa II. Zemřel předčasně v Rakouském Nizozemí jako rakouský emisar u místodržitelského dvora v Bruselu, pochován byl ve Vídni. Za své zásluhy obdržel roku 1765 od Josefa II. Řád zlatého rouna.
Se svou manželkou měl deset dětí, z nichž dospělosti se dožily pouze tři – dva synové a dcera. Starší František Xaver (1749–1822) postoupil roku 1773 své dědické nároky mladšímu bratrovi Karlu Josefovi a po studiu ve Vídni a cestách po Itálii nastoupil duchovní kariéru. Byl kanovníkem v Olomouci a Salcburku, roku 1784 se stal biskupem v Gurku (později bylo jeho zásluhou biskupství přemístěno do Klagenfurtu), od roku 1800 působil u papežského dvora a roku 1816 byl jmenován kardinálem.
Mladší sestra Marie Terezie (1757–1830) byla provdána za hraběte Johanna Friedricha von Kageneck (†1800), strýce kancléře Metternicha.
Rodový majetek zdědil prostřední z potomků starohrabě Karel Josef (1750–1838). Po zakončení Tereziánské akademie ve Vídeňském Novém Městě studoval právo, architekturu a filosofii v Paříži. Po předčasné otcově smrti převzal správu rájeckého a blanenského panství a mj. řídil poslední práce na dokončovaném honosném sídle v Rájci nad Svitavou. Často však pobýval ve svých palácích v Brně a Vídni, kde zastával úřady u císařského dvora. Za pobytu v Paříži se seznámil s osvícenskými myšlenkami, byl diletujícím architektem, snažil se vystupovat jako filosof a zajímal se také o ezoteriku a alchymii. Stal se čelným představitelem svobodného zednářství na Moravě, 13. ledna 1782 založil ve svém brněnském paláci ezotericky profilovanou lóži U vycházejícího slunce v Orientě – první moravskou zednářskou lóži, která se ovšem roku 1786 rozpadla do značné míry díky jeho příliš autoritativnímu vystupování. Mnozí zednáři zajížděli společně s ním i na rájecký zámek, kde se dochovalo několik pozoruhodných artefaktů upomínajících na jejich činnost (dřevěné lebky, sloužící jako rituální svícny při spiritistických obřadech, bohatý fond knih z oblasti alchymie, magie, spiritismu, demonologie a kabalistiky apod.). Zájem o vědění se projevil také v založení a výrazném obohacení zámecké knihovny v Rájci, kam se mu podařilo získat mj. pozůstalost Františka Antonína Grimma.
Jako přívrženec osvícenských myšlenek podporoval reformní snahy vládnoucí dynastie, za což mu císař Leopold II. udělil dne 12. října 1790 knížecí titul, náležející vždy hlavě rodu a přecházející dědičně na nejstaršího syna.
Kníže Karel Josef Salm-Reifferscheidt-Raitz byl dvakrát ženat – nejprve od 8. června 1775 s Pavlínou Auerspergovou (1752–1791), posléze od 1. května 1792 s Marií Antonií Paarovou (1768–1838). Z obou manželství měl několik dětí, z nichž však dospělosti dožil pouze jediný syn Hugo František.
Hugo František Salm-Reifferscheidt-Raitz (1776–1836) náleží k předním moravským osobnostem své doby a všestranností zájmů i rozsahem činnosti se stal nejvýznamnějším příslušníkem rájecké linie Salm-Reifferscheidtů. Byl pokrokovým a obratným průmyslníkem, vědcem, milovníkem umění, sběratelem, mecenášem a v neposlední řadě také lidumilem, který přivedl k rozkvětu své panství, stál u zrodu některých institucí (především Moravského zemského muzea v Brně roku 1817) a pěstoval přátelské styky s řadou významných osobností své doby (např. Goethe, Dobrovský aj.).
Hugo František Salm se 6. září 1802 oženil s hraběnkou ze skotského rodu Marií Josephou McCaffry of Keanmore (1775–1836), která mu dala tři syny, z nichž dospělosti dožili dva.

### Představitelé rodu od začátku 19. století do druhé světové války
Druhorozený Robert Antonín Ludvík (19. prosince 1804 – 25. března 1875) byl místopředsedou českého gubernia a po krátkém působení v Terstu zakončil kariéru roku 1866 jako sekční šéf (přednosta) na c. k. ministerstvu vnitra ve Vídni. Podílel se též na činnosti Vlasteneckého spolku Národního muzea a zajímal se o přírodní vědy, přičemž překládal (kromě beletrie) odborné články právě z přírodovědné oblasti. Jeho manželství s Felicií Sidonií von Clary-Aldringen (9. října 1815 – 18. února 1902) zůstalo bezdětné.
Rodový majetek přešel smrtí Karla Josefa Salma roku 1838 na jeho vnuka Huga Karla Eduarda (1803–1888), kráčejícího ve stopách svého otce. V jeho době pokračoval rozvoj salmovského průmyslu, rozšířeného v polovině 19. století o kamenouhelné doly na Ostravsku a lignitové doly u Kyjova, které mj. zásobovaly uhlím podniky na Blanensku. U svých dolů v ostravsko-karvinském revíru nechal zřídit krom jiného i koksovnu, jednu z nejstarších v českých zemích. Přes hospodářské a průmyslové úspěchy vynikl nicméně v četných funkcích spíše na poli politickém a kulturním – vykonával funkci c. k. tajného komorního rady, v letech 1848–49 byl předsedou moravského zemského sněmu, roku 1857 se stal členem Říšské rady a roku 1861 Panské sněmovny, zároveň nadále zasedal na moravském zemském sněmu a v letech 1867 a 1871 byl opětovně zvolen jeho předsedou. V letech 1849–64 předsedal, podobně jako dříve jeho otec, Moravskoslezské společnosti ku povznesení orby, přírodovědy a vlastivědy a jakožto milovník umění značně rozšířil svým pradědem založenou hodnotnou obrazovou sbírku na zámku v Rájci. Je potřeba dodat, že byl rovněž odborníkem na zemskou správu a státní finance, o této problematice sepsal několik odborných brožur. Zajímal se však také o přírodní vědy a podporoval moderní hospodářské postupy. V roce 1852 obdržel od císaře Františka Josefa I. Řád zlatého rouna.
Rodový majetek spravoval fakticky čtyřicet let, do roku 1878, kdy po smrti manželky předal jeho správu svému nejstaršímu synovi a stáhl se do ústraní.
6. září 1830 vstoupil do manželského svazku se starohraběnkou Leopoldinou ze Salm-Reifferscheidt-Krautheimu (24. června 1805 – 4. července 1878), pravnučkou Karla Antonína Salm-Reifferscheidta (6. dubna 1697 – 13. července 1755), staršího bratra svého praděda Antonína Karla.
S ní měl celkem pět dětí, z nichž nejstarší Marie Rozina zemřela v dětském věku (25. 12. 1831 – 24. 7. 1845). Mladší z dcer Augusta (5. 11. 1833 – 11. 6. 1891) projevovala od dětství malířské nadání, pročež jí otec zaplatil učitelku malířství Amalii Mánesovou (1817–1883). Nejraději se věnovala malování květinových zátiší, z nichž některá jsou součástí expozice na zámku v Rájci. Provdána byla za významného politika hraběte Jindřicha Jaroslava Clam-Martinice (15. 6. 1826 – 5. 6. 1887).
Ze synů nejmladší byl Erich Adolf (2. 10. 1836 – 29. 8. 1884), působící jako legační rada na velvyslanectví Rakouska-Uherska v Madridu a pohybující se i u tamního královského dvora. Od roku 1878 až do smrti žil trvale v Rájci. Prostřednictvím sňatku s doñou Marií del Pilar Alvarez de Toledo (24. 1. 1843 – 5. 4. 1893), s níž měl tři děti, se stal také příbuzným španělské královské rodiny.
Starší Siegfried Salm-Reifferscheid (10. 6. 1835 – 14. 8. 1898), pohybující se rovněž ve státních službách, sídlil s manželkou Marií Rudolfinou Černínovou z Chudenic (6. 3. 1845 – 17. 4. 1922) na Širokých Třebčicích a měli šest dětí.

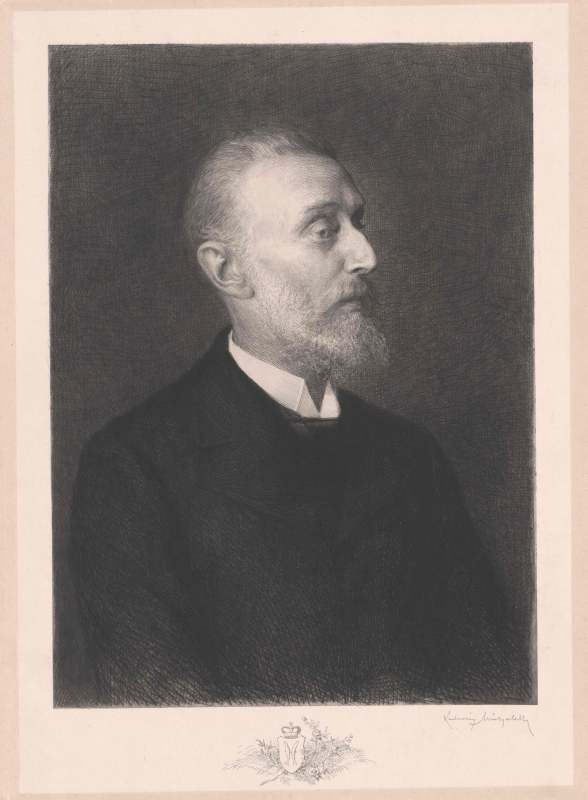
Hugo Karel Salm (1832–1890)

Knížecí titul a rodové majetky na Blanensku zdědil nejstarší ze synů – Hugo Karel František (9. 11. 1832 – 12. 5. 1890), poslední významný představitel rodu, v jehož době hospodářské úspěchy Salmů vyvrcholily. Majetek fakticky spravoval od roku 1878, kdy jeho otec ovdověl a odešel do ústraní, skutečnou hlavou rodu s oprávněním používat knížecího titulu se však stal na pouhé dva roky až roku 1888 (při této příležitosti věnoval obci rájecké sochu sv. Floriána, umístěnou původně na náměstí, dnes vedle hasičské zbrojnice). Podobně jako předkové se pohyboval v politických kruzích, především vykonával funkci c. k. komořího císaře Františka Josefa I., avšak nemenší pozornost věnoval rodovému majetku – právě za něj slavily největší úspěchy a prosperitu blanenské železárny. Byl milovníkem umění – mecenášem i sběratelem –, pěstoval styky s nejednou významnou osobností (malíři H. Charlemont, H. Angeli, literát F. von Saar aj.), z nichž mnohé společně s manželkou hostil na zámku v Blansku, kde vznikl v 70. letech 19. století proslulý kulturní salon, nechyběly ani vyjížďky do Moravského krasu. Přední postavou tohoto salonu byla právě jeho manželka Elisabetha Liechtensteinová (13. 11. 1832 – 14. 3. 1894), s níž se oženil 12. 6. 1858.
Manželé měli pět dětí – nejstarší dcera byla Marie Leopoldina (5. 6. 1859 – 29. 6. 1897), provdaná nejprve za hraběte Karla Lanckorońského (14. 11. 1848 – 15. 7. 1933), po anulování sňatku r. 1880 se r. 1882 provdala za hraběte Markuse Bombellese (18. 10. 1858 – 8. 9. 1912), který stál u počátků památkové péče v rakouském císařství. Zemřela v Opece v Chorvatsku, kde s manželem často pobývala.
Následovala Elisabetha Gabriela (10. 12. 1867 – 19. 1. 1888), provdaná za hraběte Vladimíra Mittrowského (24. 7. 1864 – 21. 1. 1930), která předčasně zemřela při porodu.
Nejmladší z dcer Eleonora Augusta (13. 10. 1873 – 23. 9. 1966) byla provdána za hraběte Alberta Herbersteina (12. 11. 1864 – 20. 3. 1945).
Mladší syn Karel Boromejský Salm-Reifferscheidt-Raitz (12. 1. 1871 – 29. 6. 1927), ženatý s Elisabethou Fürstenbergovou (13. 5. 1878 – 10. 3. 1939), vlastnil velkostatek Budkov, nicméně častokrát jezdil do Rájce a byl vášnivým lovcem.
Lovu a s ním spojeným velkolepým slavnostem se rád oddával i prvorozený syn Hugo Leopold Salm-Reifferscheidt-Raitz (2. prosince 1863 – 31. prosince 1903), který převzal knížecí titul a správu rodového majetku v roce 1890. Působil jako poslanec moravského zemského sněmu v Brně, zasedal v Říšské radě ve Vídni a byl členem řádu maltézských rytířů. Pravidelně zajížděl na rájecký zámek, kam zval představitele čelných šlechtických rodů té doby na výše zmiňované hostiny a lovy, konané v okolních lesích Moravského krasu. Na druhé straně ale právě v 90. letech 19. století začalo docházet k zadlužování a postupnému úpadku některých průmyslových podniků – roku 1896 byly firmě Breitfeld-Daněk odprodány železárny v Blansku, roku 1912 byla ukončena i výroba v rájeckém cukrovaru (který do vyhoření a zbourání v roce 1927/28 sloužil kromě velkostatku různým firmám, mj. i jako elektrárna zásobující proudem Rájec. Ta posléze fungovala až do roku 1947). Uhelné doly na Ostravsku byly přeměněny na akciovou společnost, přičemž se kníže Hugo Leopold stal předsedou její správní rady.
31. srpna 1891 uzavřel sňatek s hraběnkou Eleonorou Sternbergovou (8. ledna 1873 – 3. října 1960), hudbymilovnou a hudebně nadanou šlechtičnou, která se ráda věnovala hře na klavír, s níž měl tři děti.
Dcera Elisabetha Luisa (10. srpna 1892 – 18. listopadu 1964) byla provdána za hraběte Pavla Draskoviće z Trakostjanu (23. 3. 1884 – 22. 10. 1959), druhorozený syn Leopold Anton (18. 3. 1897 – 16. 2. 1941) trpěl duševní chorobou a zůstal svobodný.
Roku 1903 zdědil majetek spolu s knížecím titulem teprve desetiletý prvorozený syn Hugo Mikuláš Salm-Reifferscheidt-Raitz, za nějž nicméně až do doby první světové války panství spravoval jako vrchní administrátor jeho strýc, politik Václav Vojtěch Sternberg (14. 1. 1868 – 25. 4. 1930). Ovdovělá Eleonora se roku 1907 znovu provdala za hraběte Alexandra van der Stratena-Ponthoze (29. srpna 1882 – 23. února 1949).
Hugo Mikuláš Salm-Reifferscheidt-Raitz (14. října 1893 – 2. března 1946), od roku 1913 člen řádu maltézských rytířů, se faktické zprávy svého majetku ujal až v době první republiky, neboť první světovou válku prožil na bojištích a až do roku 1919 se účastnil s československou armádou bojů na nově vzniklé hranici mezi Maďarskem a Slovenskem. Právě on v době první republiky přesídlil s rodinou trvale na rájecký zámek, využívaný dosud jen jako letní sídlo. V Rájci tehdy sídlilo ředitelství velkostatku a lesní úřad, dále zde vlastnil pivovar (prodaný později firmě Moravia, a.s.) a šamotovou továrnu. Vzhledem ke skutečnosti, že se věnoval raději svým zálibám, svěřil správu statků hraběti Karlu Belcredimu, který jakožto generální plnomocník fakticky spravoval a řídil chod panství téměř po celé období první republiky.

### Druhá světová válka a konfiskace majetku
Život Huga ze Salm-Reifferscheidtu zásadně ovlivnila otázka národnosti – ačkoli se sám hlásil k národnosti české, ve sčítání lidu v roce 1930 vyplnil sčítací komisař v jeho nepřítomnosti, na základě údajů komorníka, národnost německou. Ani za první republiky nebylo možné si libovolně zvolit národnost, její určení se odvíjelo od mateřského jazyka. Přestože se po vzniku Československa přihlásil do československé armády, mluvil česky a trval na tom, aby i jeho děti mluvily česky, jeho mateřštinou byla němčina. Ihned po zahájení okupace demonstrativně přiznal českou národnost vstupem do Národního souručenství.
Ještě v roce 1939 se však přihlásil k německé národnosti, ovšem ve zcela jiných politických konstelacích a po soustavném a dlouhotrvajícím nátlaku nacistického vrchního zemského rady (Oberlandrat) v Prostějově. Hrozil, že nepodvolí-li se, dojde ke zcizení všech jeho statků ve prospěch vedoucího SS Heinricha Himmlera, a že budou ihned propuštěni všichni čeští zaměstnanci a jejich rodiny budou evakuovány do Německa. Hugo Salm-Reifferscheidt nemocký a vyčerpaný naléhání podlehl. O tom, že se tomuto kroku snažil vyhnout, svědčí skutečnost, že žádal opakovaně o pomoc prezidentskou kancelář a protektorátního prezidenta Emila Háchu, který v této věci skutečně zakročil, leč marně.
Po celou dobu války tvrdošíjně odmítal podepsat členství v NSDAP. Proto také byla v roce 1942 uvalena na jeho majetek (jako osobu nespolehlivou) nacistická nucená správa. Ačkoli přijal říšskou státní příslušnost pod tlakem a výhrůžkami a byl nacistickým režimem perzekvován, pocítil důsledky záhy po skončení války – byl pokládán za osobu státně nespolehlivou bez zřetele na to, že k tomu byl donucen okupanty a že nevyvíjel jakoukoliv činnost státu nepřátelskou. Tehdy již těžce nemocný Salm ve snaze odvrátit nepříznivý osud stačil ještě podat žádosti o obnovení československého občanství, nicméně konečného rozhodnutí se nedožil a zemřel na rájeckém zámku 2. března 1946. Jeho rozporuplné postoje v době okupace včetně otázky občanství, řešené již těsně po válce, nejsou však dosud (2012) jednoznačně vyjasněny. Ve dvou kauzách týkajících se otázky kolaborantství Huga Salma však soud dal za pravdu rodu Salmů a nařídil omluvy.
23. listopadu 1920 se v Boskovicích oženil s Leopoldinou Mensdorff-Pouilly (6. 9. 1895 – 30. 3. 1980), s níž měl čtyři děti:
1. Ida (*17. 10. 1921) byla v letech 1944–1968 provdána za důstojníka německé armády, později podnikatele, bankéře a člena Mezinárodního olympijského výboru Phillipa von Schoellera (23. 8. 1921 – 6. 5. 2008);
2. Elisabetha (25. 1. 1925 – 19. 12. 1992), jejímž manželem byl JUDr. Heinrich Hartig (20. 1. 1921 – 15. 3. 2000), pomáhala mj. v péči o nemocné v Rájci při rozsáhlé epidemii tyfu v létě 1945;
3. Marie Elisabetha (17. 8. 1931 – 15. 6. 2022), provdaná v l. 1956–1971 za inženýra Jiřího Čubuka (1. 9. 1928 – 9. 12. 1984);
4. Hugo Maria (12. 12. 1933 – 4. 10. 1974), který se oženil 26. 9. 1970 s Gabrielou Scheidovou (*25. 5. 1944) a má syna Hugo Christiana (* 18. 6. 1973).

Část rodiny odešla do zahraničí krátce po válce, v Československu zůstali Marie Elisabetha, Hugo Maria a jejich matka Leopoldina. Vzhledem k tomu, že rodina neměla žádné příjmy, pracovali (kromě Leopoldiny, jíž byla vyměřena nízká penze) v různých zaměstnáních – Marie Elisabetha nejprve v Metře Blansko a později v ČSAD Brno jako řidička nákladního auta; roku 1957 s manželem a matkou emigrovala do Rakouska, kde se živila jako pojišťovací agentka. Hugo Maria byl zaměstnán v blanenské Metře, bydlel ve vyhrazených místnostech na zámku a poté v č. 378 v Rájci jako podnájemník. Roku 1964 vycestoval s povolením úřadů do Rakouska.
Marie Elisabetha Salmová se po roce 1989 vrátila do ČR a od roku 1992 vedla do konce života restituční proces o navrácení majetku.

## Erb
Hlavním rodovým znakem jsou dva červení lososi obrácení k sobě hřbety, postupem doby se však erby jednotlivých linií rodu rozhojnily. Losos se stal hlavním atributem rodu s ohledem na skutečnost, že „Salm“ je německým označením „lososa“.

## Příbuzenstvo
Mezi spřízněné šlechtické rody patří Rogendorfové, Harrachové, Slavatové, Šternberkové, Auerspergové, či Lichtenštejnové, aj.